# Lenacapavir
Lenacapavir ist ein Arzneistoff aus der Gruppe der Virostatika. Unter dem Namen Sunlenca (Hersteller: Gilead Sciences) wurde er 2022 zur Behandlung einer multiresistenten HIV-1-Infektion zugelassen. HIV verursacht das erworbene Immunschwächesyndrom (AIDS). Lenacapavir wird mit anderen antiretroviralen Arzneimitteln kombiniert.
Lenacapavir gehört zu den Kapsid-Inhibitoren und ist der erste zugelassene Vertreter dieser Klasse („First-in-class“).

## Eigenschaften

### Chemisch-physikalische Daten
Arzneilich verwendet wird Lenacapavir in Form seines Natriumsalzes Lenacapavir-Natrium (CAS-Nummer: 2283356-12-5, PubChem: 153435888). Dies ist ein hellgelber bis gelber Feststoff. Lenacapavir ist eine schwache Säure und weist eine mit steigendem pH-Wert zunehmende Löslichkeit auf. Es hydrolysiert pH-abhängig und ist in wässriger Lösung bei einem pH-Wert ≥ 5 am stabilsten.
Die log Pow betragen 5,9 (pH 5), 5,3 (pH 7) und 3,6 (pH 9). Es ist der BCS-Klasse 4 (niedrige Löslichkeit, niedriges Permeationsvermögen) zugeordnet.
Lenacapavir tritt in zwei atropisomeren Formen auf, was auf der eingeschränkten Rotation um die Biarylbindung beruht. In gelöstem Zustand ist in vitro eine Konversion der Atropisomere zu beobachten.

### Antivirale Aktivität
Lenacapavir besitzt eine für das humane Immundefizienz-Virus (HIV-1 und HIV-2) spezifische antivirale Aktivität. Sie wurde gegenüber verschiedenen Laborstämmen und klinischen Isolaten von HIV in Zellkulturen (T-Lymphoblastoid-Zelllinien, Peripheral Blood Mononuclear Cells (PBMCs), von Monozyten abstammenden Makrophagen und CD4+-T-Lymphozyten) untersucht. Dabei zeigte der Wirkstoff eine Wirksamkeit gegen alle HIV-1-Gruppen (M, N, O) einschließlich der Subtypen A, A1, AE, AG, B, BF, C, D, E, F, G und H; die mittleren effektiven Konzentrationen (EC50) lagen im Bereich zwischen 0,02 und 0,16 nM. Gegenüber HIV-2-Isolaten war Lenacapavir um das 15- bis 25-fache weniger antiviral aktiv im Vergleich zu HIV-1.

## Wirkungsmechanismus

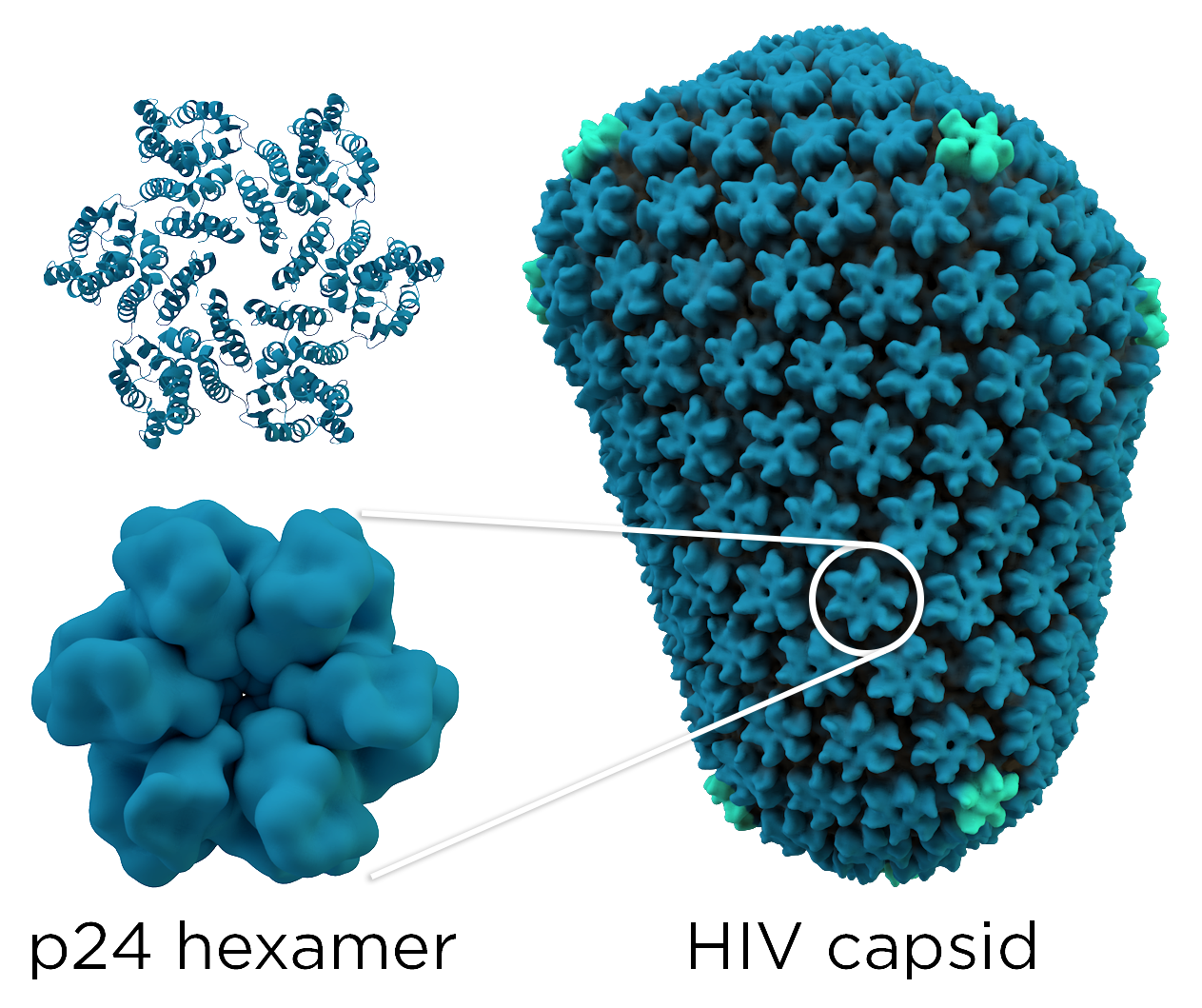
Das HIV-1-Kapsid besteht aus einem Gitter aus rund 250 Hexameren (türkisblau) und 12 Pentameren (hellgrün) des Kapsidproteins (CA). Es umschließt das virale Genom und andere essentielle virale Proteine.

Lenacapavir wirkt als selektiver Inhibitor der HIV-1-Kapsid-Funktion, indem es direkt an die Monomeren der hexameren Untereinheiten des Kapsidsproteins bindet. Es kommt zu einer Hemmung der HIV-1-Replikation, indem verschiedene kapsidabhängige Schritte gestört werden, die am viralen Vermehrungszyklus beteiligt sind:
- Lenacapavir greift in die kapsidvermittelte Aufnahme proviraler HIV-1-DNA in den Zellkern ein
- Lenacapavir greift in die gag/gag-pol-Funktion ein und reduziert die Produktion von CA-Untereinheiten
- Lenacapavir behindert die Ausbildung eines normalen Kapsidkerns durch Störung der Assoziationsrate der CA-Untereinheiten

Strukturformel des Lenacapavir-Analogons GS-CA1 (abweichende Substitution an den mit Pfeilen markierten Stellen)

Der Wirkstoff ist bereits im pikomolaren Konzentrationsbereich wirksam. Lenacapavir bindet an eine hydrophobe Tasche, die an der CTD-NTD-Schnittstelle zweier benachbarter CA-Monomere innerhalb des Hexamers gebildet wird. Diese Stelle ist dafür bekannt, mit Strukturen der Wirtszelle zu interagieren. Die zentrale Amidgruppe und der Pyridinring des Lenacapavir-Moleküls gehen Wasserstoffbrückenbindungen mit Asn57 innerhalb der N-terminalen Domäne (NTD) eines Monomers ein, während die Indazolstruktur und Sulfonamidgruppen Wasserstoffbrückenbindungen mit Gln179 und Asn183 innerhalb der C-terminalen Domäne (CTD) des benachbarten Monomers bilden. Bis zu 6 Lenacapavir-Moleküle können an ein jedes CA-Hexamer binden.
Auf molekularer Ebene wurde Lenacapavir basierend auf röntgenkristallographisch ermittelten Daten konzipiert. Eine ähnliche Struktur hat das Analogon GS-CA1.

## Therapeutische Verwendung

### Anwendungsgebiet
Lenacapavir ist in Kombination mit anderen antiretroviralen Arzneimitteln zur Behandlung von Erwachsenen mit einer Infektion mit dem humanen Immundefizienz-Virus (HIV) Typ 1 angezeigt, bei denen ein anderes antivirales Regime nicht ausreichend wirksam oder nicht geeignet ist.
Eine Aufsättigung zu einem therapeutischen Wirkspiegel wird in einer 14-tägigen Einleitungsphase durch drei orale Gaben von Lenacapavir (Tabletten) erreicht. Danach erfolgt die Verabreichung alle 6 Monate als subkutane Injektion (Erhaltungsphase). In den USA ist für den Therapiebeginn alternativ die subkutane Gabe plus zwei zusätzliche orale Dosen an Tag 1 und 2 zugelassen. Der Wirkstoff wird aus dem subkutanen Depot langsam freigesetzt und kaum hepatisch metabolisiert.

### Nebenwirkungen und Anwendungsbeschränkungen
Als häufigste Nebenwirkungen wurden Reaktionen an der Injektionsstelle (63 %) und Übelkeit (4 %) beobachtet.
Da Lenacapavir ein Substrat von CYP3A, P-gp und UDP-GT1A1 ist, können Induktoren dieser Enzyme die Plasmakonzentrationen von Lenacapavir deutlich herabsetzen, was zu einem Verlust der therapeutischen Wirkung und zur Resistenzentwicklung führen kann. Die gleichzeitige Verabreichung ist daher kontraindiziert. Zu einer Erhöhung der Lenacapavir-Plasmakonzentrationen kann es kommen, wenn auf alle drei Enzym-Signalwege zugleich starke Inhibitoren einwirken.

### Klinische Prüfung
Die Zulassung basiert auf den Ergebnissen der teilweise randomisierten, placebokontrollierten, doppelblinden, multizentrischen Studie CAPELLA (GS-US-200-4625). Untersucht wurden 72 behandlungserfahrene Patienten mit multiresistenter HIV-1-Infektion, die in zwei Kohorten eingeteilt waren.
Der primäre Endpunkt war der Anteil an Patienten in Kohorte 1, die am Ende des 14-tägigen funktionellen Monotherapiezeitraums eine Reduzierung der HIV-1-RNA um mindestens 0,5 log10 Kopien/ml im Vergleich zum Studienbeginn erreichten. Dies war bei 88 % in der Verumgruppe vs. 17 % in der Placebogruppe der Fall. Ein wichtiger sekundärer Endpunkt war eine Viruslast von weniger als 50 Kopien/ml in Woche 26. In Kohorte 1 erreichten 81 % der Patienten nach 26 Wochen eine HIV-1-RNA von unter 50 Kopien/ml, in der Kohorte 2 waren es 83 %. Der mittlere Anstieg der CD4+-Zahl betrug 75 Zellen/mm3 (Kohorte 1) bzw. 104 Zellen/mm3 (Kohorte 2) nach 26 Wochen.
Es wurden keine schwerwiegenden unerwünschten Ereignisse im Zusammenhang mit Lenacapavir beobachtet. Lenacapavir-assoziierte Kapsidmutationen wurden bei 8 Patienten (6 mit M66I-Mutationen) nachgewiesen, die mit einer verminderten Empfindlichkeit gegenüber Lenacapavir einhergingen.
In den zwei Phase-3-Studien PURPOSE 1 und PURPOSE 2 wurde die Wirksamkeit von Lenacapavir in der HIV-Präexpositionsprophylaxe (PrEP) untersucht. In der PURPOSE-1-Studie war die Lenacapavir-PrEP bei sexuell aktiven Frauen in Subsahara-Afrika zu 100 % wirksam, es trat keine einzige Ansteckung bei den Studienteilnehmerinnen auf. In der PURPOSE-2-Studie, in welcher 3267 Personen, die Sex mit männlichen Partnern haben, eingeschlossen waren, zeigte sich die Lenacapavir-PrEP zu 99,9 % wirksam und war der Vergleichstherapie mit Emtricitabin/Tenofovirdisoproxil (Truvada) überlegen. Dies teilte der Hersteller in einer Pressemitteilung mit.

### Zulassung
Lenacapavir wurde unter dem Präparatenamen Sunlenca im August 2022 in der EU zur Behandlung multiresistenter HIV-1-Infektion zugelassen. Es folgten Zulassungen im UK, in Kanada und den USA (2022) sowie in Australien und Japan (2023). Im Juni 2025 wurde Lenacapavir unter dem Handelsnamen Yeztugo von der Arzneimitelbehörde FDA in den USA für die PrEP zugelassen und im Juli 2025 auch in der EU zur Zulassung empfohlen.

## Sonstiges
Im April 2023 teilte der Zulassungsinhaber Gilead Sciences mit, Lenacapavir nicht in Deutschland zu vermarkten. Aufgrund methodischer Kriterien der „frühen Nutzenbewertung“, welche die Zulassungsstudie CAPELLA nicht erfülle, könne derzeit ein Zusatznutzen von Sunlenca gegenüber einer „zweckmäßigen Vergleichstherapie“ nicht geltend gemacht werden. Hintergrund ist, dass in Deutschland ein pharmazeutischer Unternehmer mit dem Spitzenverband der gesetzlichen Krankenkassen für ein neues Arzneimittel nur dann einen höheren Preis als den Festbetrag aushandeln kann, wenn ein Zusatznutzen gegenüber einer zweckmäßigen Vergleichstherapie festgestellt wurde. Dazu wird das Arzneimittel einer Nutzenbewertung durch den Gemeinsamen Bundesausschuss (G-BA) unterzogen.
Im Magazin der Deutschen Aidshilfe wurde exemplarisch ein Kostenvergleich vorgestellt. Als Vergleichstherapie wurde Fostemsavir (Rukobia) angenommen, das auf dem deutschen Markt erhältlich ist und dessen Kosten von Krankenkassen übernommen werden. Diese Therapie kostet (Stand Mai 2024) 31.944 Euro pro Jahr. Die deutsche Sozialgesetzgebung sieht vor, dass Lenacapavir mangels nachgewiesenem Zusatznutzen 10 Prozent weniger kosten muss, also maximal 28.750 Euro pro Jahr, damit die GKV die Arzneimittelkosten übernehmen. Gilead hingegen verlangt für die beiden Spritzen rund 40.000 Euro.
Die Weltgesundheitsorganisation (WHO) bewertete die Ergebnisse der HIV-Präventionsstudie PURPOSE 1 als einen „bedeutenden Durchbruch in der HIV-Prävention“. Der Virologe Hendrik Streeck äußerte sich in einem Tagesschau-Interview zu den zu erwartenden Therapiekosten, die er im Fall einer Zulassung von Lenacapavir für die HIV-PrEP auf jährlich 4000 bis 5000 Euro für eine Person schätzt. Gilead hatte erklärt, dass der Preis für Lenacapavir für Behandlung einer bestehenden Infektion nicht für die künftige Prophylaxe gelten solle.
Der Zeitschrift Science gilt Lenacapavir als „wissenschaftlicher Durchbruch des Jahres“ (Breakthrough of the Year) 2024.